# Mastamandau
Mastamandau (en népalais : मष्टामाण्डौ) est un comité de développement villageois du Népal situé dans le district d'Achham. Au recensement de 2011, il comptait 3 441 habitants.